# توماس ماكجريفي
توماس ماكغريفي (بالإنجليزية: Thomas MacGreevy)‏ (16 مارس 1967 26 أكتوبر 1893 ) كان شخصية ايرلندية أدبية . وكان شاعرا ، كان أيضًا مديرًا لمعرض أيرلندا الوطني من 1950 إلى 1963 وعمل في أول مجلس للفنون الأيرلندية (An Chomhairle Ealaíon). 

## حياة سابقة
ولد توماس مكجريفي في تاربرت، مقاطعة كيري، نجل شرطي ومعلم في مدرسة ابتدائية. في سن 16 ، انضم إلى الخدمة المدنية البريطانية .
عند اندلاع الحرب العالمية الأولى ، تمت ترقيته إلى مركز استخبارات مع الأميرالية . تجند في عام 1917 ، ورأى الخدمة النشطة وأصيب مرتين.
بعد الحرب، درس في كلية ترينيتي في دبلن ، التي تم الاحتفاظ بأوراقه في مكتبتها.  ثم انخرط في مكتبات مختلفة، وبدأ بنشر مقالات في الدوريات الأيرلندية، وكتب قصائده الأولى.

## شعر
في عام 1924 ، كان في في باريس . في العام التالي انتقل إلى لندن ، و بدأ في الكتابة لمجلة The Criterion  والمجلات الأخرى. كما بدأ في نشر شعره هناك.
في عام 1927 ، انتقل إلى باريس لتدريس اللغة الإنجليزية في المدرسة الثانوية العليا . هنا التقى صموئيل بيكيت واستأنف صداقته مع جويس.
في عام 1934، نشرت قصائده  في لندن و مدينة نيويورك . أُعجب والاس ستيفنز بكتبه وأصبح الشاعران مراسلين منتظمين.

## فن
في عام 1929 ، بدأ ماك العمل في فورمز ، وهي مجلة للفنون الجميلة. كما نشر ترجمة لمقدمة بول فاليري à la méthode de Léonard de Vinci كمقدمة لطريقة ليوناردو دا فينشي . في منتصف الثلاثينيات، عاد إلى لندن وحصل على محاضرة في المعرض الوطني هناك.
من 1938 إلى 1940 كان الناقد الفني الرئيسي في الاستوديو . وقد نشر العديد من الكتب عن الفن والفنانين، بما في ذلك جاك بي ييتس: تقدير وتفسير (على جاك بتلر ييتس ) وصور في المعرض الوطني الايرلندي (1945)، ونيكولاس بوسان (1960) . وكان مديرا لمعرض أيرلندا الوطني 1950-1963.

## دين
كان ماك كاثوليكيًا مدى الحياة. أبلغ إيمانه كل من شعره وحياته المهنية. عند عودته إلى دبلن خلال الحرب العالمية الثانية ، كتب لكل من الأب ماثيو ريكورد وكابوتشين وانضم إلى هيئة تحرير هذا الأخير.